# 穆利斯·塔伊富尔
穆利斯·塔伊富尔（土耳其語：Muhlis Tayfur，1922年—2008年7月21日），土耳其男子摔跤运动员。他曾代表土耳其参加1948年夏季奥林匹克运动会摔跤比赛，获得男子古典式中量级银牌。